# ترافيس كوتن
ترافيس كوتن (بالإنجليزية: Travis Cotton)‏ هو كاتب مسرحي أسترالي، ولد في 18 مايو 1975.

## وصلات خارجية
- ترافيس كوتن على موقع IMDb (الإنجليزية)
- ترافيس كوتن على موقع قاعدة بيانات الفيلم (الإنجليزية)